# Cebrennus mayri
Espèce
Cebrennus mayri est une espèce d'araignées aranéomorphes de la famille des Sparassidae.

## Distribution
Cette espèce est endémique d'Oman. Elle se rencontre vers Mintirib.

## Description
La carapace de la femelle holotype mesure 5,5 mm sur 4,4 mm et l'abdomen 6,0 mm de long sur 3,6 mm.

## Étymologie
Cette espèce est nommée en l'honneur d'Ernst Mayr.

## Publication originale
- Jäger, 2000 : The huntsman spider genus Cebrennus: four new species and a preliminary key to known species. Revue arachnologique, vol. 13, no 12, p. 163-186 (texte intégral).